# Myrto Uzuni
Myrto Artan Uzuni (ur. 31 maja 1995 w Beracie) – albański piłkarz występujący na pozycji skrzydłowego w amerykańskim klubie Austin FC oraz w reprezentacji Albanii.

## Sukcesy

### Klubowe
Ferencvárosi TC
- Mistrz Węgier: 2020/2021